# داگلاس (آلاباما)
داگلاس (به انگلیسی: Douglas) شهری در شهرستان مارشال ایالت آلاباما است که مساحت آن ۸٫۸۴ کیلومتر مربع است و در سرشماری سال ۲۰۱۰ میلادی، ۷۴۴ نفر جمعیت داشته و تراکم جمعیتی آن، ۸۴٫۱۶ نفر در هر کیلومتر مربع بوده‌است.